# Bule (określenie)
Bule – miejscowa nazwa przedstawiciela białej odmiany człowieka („białas”) w Indonezji, potoczne określenie, jakiego Indonezyjczycy używają w stosunku do „białoskórych” obcokrajowców i turystów z Zachodu. Wyraz „bule” pochodzi od słowa bulai, oznaczającego pierwotnie „albinosa”.
Bule w Indonezji ma status celebryty i posiadanie znajomego bule powoduje zwiększenie prestiżu społecznego. Chociaż turyści często traktują słowo bule jako obraźliwe określenie cudzoziemca, zazwyczaj nie ma ono pogardliwego wydźwięku, choć czasem używa się tego przezwiska z odcieniem ironii lub nawet szowinizmu.